# Stegnaster inflatus
Stegnaster inflatus ist ein Seestern aus der Familie Asterinidae in der Ordnung der Klappensterne (Valvatida), der an den Küsten Neuseelands heimisch ist. Er bildet mit seinen Armen eine Art Zelt, in das einige Tiere auf der Suche nach einem Unterschlupf kriechen. Im richtigen Moment lässt sich der Seestern fallen und verschlingt die Beute, meist kleine Krebse.

## Merkmale
Stegnaster inflatus hat die Form eines beinahe „idealen“ Fünfecks mit nur sehr wenig konkaven Linien zwischen den fünf Armspitzen. Der Rand des Seesterns ist dünn, die Mitte und die von hier zu den Armspitzen verlaufenden radialen Mittellinien angehoben. Der Radius zu den Armspitzen beträgt etwa 3,6 cm bis 5,7 cm, zu den Bereichen zwischen den Armen etwa 2,8 cm bis 5,0 cm. Die Oberseite ist dumpf cremefarben bis hellbraun gefärbt, wobei auch rote, orange, rosa, gelbe oder olivgrüne Färbung vorkommt. Die Kalkplatten an der Oberseite sind dachziegelartig angeordnet. Entlang der radialen Mittellinien sind sie stark gelappt und gekerbt. Die Saugfüßchen an der Unterseite stehen in zwei Reihen.

## Fortpflanzung
Stegnaster inflatus hat relativ große, etwa 0,4 mm bis 1 mm große Eier, die durch Gonoporen an der Oberseite des Weibchens ins freie Wasser abgegeben und dort befruchtet werden. Anders als etwa bei Arten in der Gattung Asterina gibt es also offenbar eine Entwicklung über eine frei schwimmende Bipinnaria-Larve, die später im Stadium der Brachiolaria zum Seestern metamorphosiert.

## Verbreitung und Vorkommen
Stegnaster inflatus ist ausschließlich an den Küsten Neuseelands verbreitet. Hier ist er vor allem in relativ flachem Wasser bis in eine Tiefe von etwa 35 m anzutreffen. Er hält sich tagsüber bevorzugt unter Felsvorsprüngen und in Felsspalten unterhalb der Gezeitenzone auf.

## Ernährung
Stegnaster inflatus ernährt sich überwiegend von Flohkrebsen und Zehnfußkrebsen, wobei Porzellankrebse (Petrolisthes elongatus) eine Hauptbeute darstellen. Er wurde auch beim Erbeuten und Verzehren kleiner Garnelen (Leander affinis) und Fische (etwa 3 cm große Rhombosolea plebeia) beobachtet. Der Seestern hält sich in einer „Lauerposition“, bei der nur die fünf Armspitzen den Boden berühren und der Rest des Fünfecks zeltartig angehoben ist. Gelangt ein kleines Tier – oft auf der Suche nach einem Unterschlupf – unter den Seestern, so senkt dieser in weniger als einer Sekunde seinen Rand ab und presst ihn auf den Untergrund. Der Hohlraum unter dem Seestern wird immer weiter verkleinert und so das Opfer in Richtung Mundöffnung gedrängt. Etwa 10 Minuten nach dem Fangen wird der Magen ausgestülpt. Kleinere Beute wird sogleich mit dem Magen ins Innere des Seesterns gezogen, größere dagegen extraintestinal verdaut und erst dann eingesogen.